# Tarus Mateen
Tarus Mateen  (auch Taurus Mateen; * 21. Oktober 1967 in Bakersfield (Kalifornien))  ist ein amerikanischer Jazz-Bassist. Neben Kontrabass spielt er „extrem elastisch phrasierend“ auch elektrische Kontrabassgitarre innerhalb von Projekten des Avantgarde Jazz.

## Leben und Wirken
Tarus Mateen trat schon mit zwölf Jahren in der Band seiner Brüder auf, die als Vorgruppe für Freddie McGregor und Judy Mowatt auf Tournee ging; auch arbeitete er in der frühen Rap-Szene Kaliforniens. In Atlanta studierte er Musik am Morehouse College und arbeitete daneben in lokalen Clubs, wie 1985 mit Eddie „Cleanhead“ Vinson. 1987 begleitete er als Gast die Reggaemusiker Sly & Robbie.
1988 zog er schließlich nach New York City, wo er anderthalb Jahre die Jazzsängerin Betty Carter begleitete. Er wirkte bei ihrem Album Dropping Things (1990) mit. Anschließend arbeitete er mit Terence Blanchard, an dessen Malcolm-X-Soundtrack (1992) er mitwirkte sowie der in diesem Rahmen entstandenen Malcolm X Jazz Suite. Von 1994 bis 1997 spielte er in der Band von Tim Warfield (A Whisper in the Night); 1998/99 arbeitete er in der Band von Stefon Harris und wirkte an dessen Blue Note-Album BlackActionFigure mit, 1999 spielte er mit Stanley Cowell, im Trio des Pianisten Jason Moran (Facing Left) und – gemeinsam mit Harris und Moran – in Greg Osbys New Directions-Band, zu hören auf dem gleichnamigen Album  und auf Inner Circle.
Zusammen mit Stefon Harris und Idris Muhammad spielte Mateen dann 2001 auf dem Blue Note-Album Kindred des Pianisten Jacky Terrasson,  mit dem Saxophonisten Michael Marcus (Blue Reality) und 2002 erneut mit Jason Morans Trio (Presents the Bandwagon).
Mateen trat außerdem mit Art Blakey 1989, Branford Marsalis 1989, David Sanborn 1989, Roy Hargrove 1991, Eddie Harris 1991, Kenny Burrell 1991, Lionel Hampton 1991, Mark Whitfield 1992, George Benson 1992, Kenny Barron 1996 und Dee Dee Bridgewater 1997. Neben seinen Jazz-Projekten arbeitete Mateen als Tournee- und  Sessionmusiker  mit unterschiedlichen Künstlern zusammen, wie der Hip-Hop-Gruppe OutKast, der Sängerin Toni Braxton und der Band Goodie Mob (bei ihrer Single Cell Therapy). Auch nahm er mit  Q-Tip, Lauryn Hill, Ghostface, Ice Cube and The Roots auf. 2015 gewann er in den Down Beat Kritiker-Polls in der Rising Star Kategorie.